# Séverine Auffret
Séverine Auffret   (París, 8 de març de 1942) és una escriptora feminista i professora de filosofia francesa. El 2002 s'incorpora a la Universitat Popular de Caen impulsada per Michel Onfray, en què imparteix seminaris, com ara el d'"Idees feministes". És coneguda sobretot per l'obra Una història del feminisme. De l'antiguitat als nostres dies, Premi Especial del Jurat Simon Veil 2018.

## Biografia
Filla de la novel·lista bretona Anne Pollier (1910-1994), naix a París el 8 de març del 1942. Estudia a la Sorbona. És professora agregada de filosofia. Del 1968 al 2002 ha estat docent principalment en l'escola secundària. El 1970 es casà amb el cirurgià libanés Ghassan Ferzli i del 1973 al 1976 va viure al Líban, on aprengué àrab i conegué la cultura d'Orient Pròxim. En tornar a l'estat francés, Séverine publica el seu primer assaig al qual seguiran d'altres, sovint orientats sobre la situació de les dones.
Editora de l'obra de la filòsofa francesa Gabrielle Suchon (1632-1703), l'obra de la qual es considera protofeminista, ha fet traduccions comentades de Plató, Aristòtil, Ibn Tufayl, Joan de la Creu, Montaigne, La Boétie, Marie de Gournay o Spinoza.
El 2002 s'incorpora a la Universitat Popular de Caen impulsada per Michel Onfray, i hi imparteix seminaris, com ara el d'Idees feministes', i el 2012 inaugura un grup d'amics de la Universitat Popular del Mantois (UPM).
El 2018 rebé el premi literari Simone-Veil del jurat «Coup de coeur du Jury» per Una història del feminisme. De l'antiguitat als nostres dies, escrita després de quinze anys de recerca i que recupera les idees del feminisme des de l'antiguitat grecoromana.

## Investigadora de la història de les idees del feminisme
Auffret reconstrueix en el seu treball les idees feministes des de l'antiguitat en contrast amb els qui consideren que el feminisme sorgeix a partir de la Il·lustració del segle XVIII com a teoria política. «El feminisme -diu- considera les dones com a éssers humans per dret propi, disposant lliurement del seu cos i ment, i participant plenament en tots els àmbits de la cultura humana, és a dir, en l'art, la ciència, la política, la religió i el treball també, per descomptat, entre altres.»(10)

## Obres
- Des couteaux contre des femmes, de l'excision, Des femmes, 1982.
- Nous Clytemnestre, du tragique et des masques, Des femmes, 1984.
- Mélanippe la philosophe, Des femmes, 1988.
- Aspects du Paradis, Arléa, 2001.
- Des blessures et des jeux, manuel d'imagination lliure, Actes Sud, febrer de 2003.
- Sapphô et compagnie. Pour une histoire des idées féministes. Labor, setembre de 2006.
- Le bon plaisir du sexe: Pour une histoire des idées féministes, Editions Labor, 2017.
- Une histoire du féminisme de l'antiquité grecque à nos jours, Éditions de l'Observatoire, 2018 (ISBN 9791032901113).